# Drentse 8 van Dwingeloo 2013
La 7e édition du Drentse 8 van Dwingeloo  a lieu le 7 mars 2013. La course fait partie du calendrier international féminin UCI 2013 en catégorie 1.2. Elle est remportée par la Néerlandaise Marianne Vos.

## Récit de la course
Chantal Blaak remporte la course détachée.

## Classements

### Classement final
| \| Classement général \| Classement général \| Classement général \| Classement général \| Classement général \| \| Coureur \| Coureur \| Pays \| Équipe \| Temps \| \| ------------------ \| ----------------------- \| ------------------ \| ---------------------- \| ------------------ \| \| 1re \| Marianne Vos \| Pays-Bas \| Rabo Women \| 3 h 26 min 50 s \| \| 2e \| Giorgia Bronzini \| Italie \| Wiggle Honda \| + 0 s \| \| 3e \| Emma Johansson \| Suède \| Orica-AIS \| + 0 s \| \| 4e \| Shelley Olds \| États-Unis \| Tibco-To the Top \| + 0 s \| \| 5e \| Elena Cecchini \| Italie \| Faren-Let's Go Finland \| + 0 s \| \| 6e \| Ellen van Dijk \| Pays-Bas \| Specialized-Lululemon \| + 0 s \| \| 7e \| Chloe Hosking \| Australie \| Hitec Products UCK \| + 0 s \| \| 8e \| Lucy van der Haar \| Royaume-Uni \| Skil-Argos \| + 0 s \| \| 9e \| Megan Guarnier \| États-Unis \| Rabo Women \| + 0 s \| \| 10e \| Alexandra Burtschenkowa \| Russie \| RusVelo \| + 0 s \| |                         |             |                        |                 |
| |                         |             |                        |                 |
| Source : Cycling Quotient |                         |             |                        |                 |
| Classement général |                         |             |                        |                 |
| Coureur | Coureur                 | Pays        | Équipe                 | Temps           |
| 1re | Marianne Vos            | Pays-Bas    | Rabo Women             | 3 h 26 min 50 s |
| 2e | Giorgia Bronzini        | Italie      | Wiggle Honda           | + 0 s           |
| 3e | Emma Johansson          | Suède       | Orica-AIS              | + 0 s           |
| 4e | Shelley Olds            | États-Unis  | Tibco-To the Top       | + 0 s           |
| 5e | Elena Cecchini          | Italie      | Faren-Let's Go Finland | + 0 s           |
| 6e | Ellen van Dijk          | Pays-Bas    | Specialized-Lululemon  | + 0 s           |
| 7e | Chloe Hosking           | Australie   | Hitec Products UCK     | + 0 s           |
| 8e | Lucy van der Haar       | Royaume-Uni | Skil-Argos             | + 0 s           |
| 9e | Megan Guarnier          | États-Unis  | Rabo Women             | + 0 s           |
| 10e | Alexandra Burtschenkowa | Russie      | RusVelo                | + 0 s           |

### Points UCI
| Position           | 1er | 2e | 3e | 4e | 5e | 6e | 7e | 8e |
| Classement général | 40  | 30 | 16 | 12 | 10 | 8  | 6  | 3  |